# Big2
Twan van Steenhoven (Alkmaar, 10 augustus 1985), artiestennaam Big2, is een Nederlandse rapper en producer. Hij is lid van het rapduo The Opposites en van de rapgroep Mario Kartel.

## Solocarrière
In 2004 werden The Opposites echt bekend doordat ze op De Straatremixes Deel 3 stonden. Big2 maakte voor die mixtape het nummer; Opscheppers met Baas B, Yes-R en Lange Frans.
De Fik Erin is het eerste album van The Opposites. Het kwam uit in 2005. Het album is volledig door Big2 geproduceerd. De eerste single was Fok Jou, daarna volgde Slaap / Oew Oew.
Het tweede album van The Opposites, Begin Twintig, heeft Big2 ook helemaal geproduceerd. De eerste single van het album was; Dom, Lomp & Famous. Ook werd hij genomineerd voor een Gouden Greep in 2007 bij de categorie Beste Producer.
In 2008 bracht rapper Dio zijn soloalbum, Rock & Roll, uit. Big2 heeft het hele album geproduceerd, op twee nummers na. Aan het einde van 2008 won hij bij de State Awards de prijs voor Beste Producer.
In 2009 bracht hij de Zin In! de mixtape uit. Het was een mixtape met solonummers zonder Willy.
Aan het einde van 2009 bracht hij een single samen met Gers en Sef uit genaamd; Broodje Bakpao. Het werd al snel een grote hit in Nederland en België. Het was de eerste single van zijn soloalbum; Ik ben Twan. Hij werd ook genomineerd voor een State Award in de categorie Beste Producer.
In 2010 primeurde Giel Beelen op 3FM de nieuwe track ‘No Surrender’ remix van Big2 in samenwerking met Kane. De remix staat ook op de No Surrender Platinum Edition.
In 2015 was hij een van de oprichters van Straight Outta Control, samen met de rappers Adje, Cho, Dio, Hef en MocroManiac.
Op 11 april 2024 bracht hij zijn derde soloalbum Hard hout uit. Het album werd voorafgegaan door de singles Leef een beetje en Alles.

## Prijzen en nominaties

### Solo
| Jaar | Prijs               | Categorie            | Muziek                        |     |
| ---- | ------------------- | -------------------- | ----------------------------- | --- |
| 2007 | Gouden Greep        | Beste producer       |                               | Nom |
| 2008 | State Awards 2008   | Beste producer       | Win                           |     |
| 2009 | State Awards 2009   | Beste producer       | Nom                           |     |
| 2010 | TMF Awards 2010     | Beste Video          | Broodje Bakpao met Gers & Sef | Win |
| 2010 | TMF Awards 2010     | TMF Superchart Award | Broodje Bakpao met Gers & Sef | Win |
| 2010 | Edison Music Awards | Beste Single         | Broodje Bakpao met Gers & Sef | Nom |
| 2010 | State Awards 2010   | Beste producer       |                               | Nom |
| 2010 | State Awards 2010   | Beste Single         | Broodje Bakpao met Gers & Sef | Nom |

### Met The Opposites
Voor de prijzen van Big2 met The Opposites, zie aldaar.

## Discografie als solorapper

### Albums
| Album     | Verschijnen   | Label     | Hitlijsten | Hitlijsten | Hitlijsten | Hitlijsten | Opmerkingen |
| Album     | Verschijnen   | Label     | BE (VL)    | BE (VL)    | NL         | NL         | Opmerkingen |
| Album     | Verschijnen   | Label     | Piek       | Weken      | Piek       | Weken      | Opmerkingen |
| --------- | ------------- | --------- | ---------- | ---------- | ---------- | ---------- | ----------- |
| Van staal | 30 maart 2018 | DreamTeam | —          | —          | 23         | 3          | Studioalbum |
| New life  | 23 april 2021 | DreamTeam | —          | —          | 42         | 3          | Studioalbum |

### Nummers met notering(en) in een hitlijst
| Lied                                                  | Verschijnen       | Album                                      | Hitlijsten | Hitlijsten | Hitlijsten  | Hitlijsten  | Hitlijsten   | Hitlijsten   | Opmerkingen                |
| Lied                                                  | Verschijnen       | Album                                      | BE (VL)    | BE (VL)    | NL (Top 40) | NL (Top 40) | NL (Top 100) | NL (Top 100) | Opmerkingen                |
| Lied                                                  | Verschijnen       | Album                                      | Piek       | Weken      | Piek        | Weken       | Piek         | Weken        | Opmerkingen                |
| ----------------------------------------------------- | ----------------- | ------------------------------------------ | ---------- | ---------- | ----------- | ----------- | ------------ | ------------ | -------------------------- |
| Links, rechts (met Diggy Dex, Wudstik en Skiggy Rapz) | 20 september 2010 | Lange nachten, korte dagen (van Diggy Dex) | —          | —          | —           | —           | 96           | 2            |                            |
| Ik wil dat je danst (met Glen Faria)                  | 23 februari 2018  | Van staal                                  | —          | —          | tip9        | —           | —            | —            |                            |
| Disco duivel (met Antoon)                             | 13 november 2020  | —                                          | tip        | —          | tip17       | —           | —            | —            |                            |
| Leuk (met Antoon)                                     | 27 november 2020  | Engel (van Antoon)                         | —          | —          | 33          | 6           | 18           | 57           | Dubbelplatina in Nederland |
| Vogelvrij (met Josylvio en Sticks)                    | 26 maart 2021     | New life                                   | —          | —          | —           | —           | 93           | 1            |                            |
| Tantoe lekker (met Antoon)                            | 4 maart 2022      | Engel (van Antoon)                         | —          | —          | tip6        | —           | 5            | 19           | Goud in Nederland          |
| Echo (met Antoon)                                     | 22 juli 2022      | Lima (ep)                                  | —          | —          | tip6        | —           | 72           | 1            |                            |

## Als producent

### Geproduceerde albums
| Jaar | Album         | Aantal nummers | Album artiest |
| ---- | ------------- | -------------- | ------------- |
| 2005 | De Fik Erin   | 16 v/d 16      | The Opposites |
| 2007 | Begin Twintig | 19 v/d 20      | The Opposites |
| 2008 | Rock & Roll   | 14 v/d 16      | Dio           |
| 2010 | Ik Ben Twan   | 15 v/d 15      | Big2          |
| 2021 | New Life      | [ bron? ]      | Big2          |

### Producties
| Jaar | Track          | Album              | Album artiest |
| ---- | -------------- | ------------------ | ------------- |
| 2006 | Je Weet Zelluf | Petje Af           | Ali B         |
| 2007 | Kom Nie Hier   | Rap 'N Borie       | Kempi         |
| 2008 | Hey Hey        | Hard               | Brainpower    |
| 2009 | Voor het eerst | Kunst en Vliegwerk | Flinke Namen  |
| 2009 | Gedroomd       | Hefvermogen        | Hef           |

### Hitnotering
| Single met eventuele hitnotering(en) in de Nederlandse Top 40 | Datum van verschijnen | Datum van binnenkomst | Hoogste positie | Aantal weken | Opmerkingen                             |
| ------------------------------------------------------------- | --------------------- | --------------------- | --------------- | ------------ | --------------------------------------- |
| Fok Jou                                                       | 2005                  | 30-07-2005            | tip8            | -            | van The Opposites                       |
| Slaap / Oew Oew                                               | 2006                  | 25-02-2006            | 4               | 10           | van The Opposites                       |
| Dom, Lomp & Famous                                            | 2007                  | 27-10-2007            | 21              | 6            | van The Opposites, Dio & Willie Wartaal |
| Je weet zelluf                                                | 2007                  | -                     |                 |              | van Ali B & The Opposites               |
| Vandaag / Me nikes                                            | 2008                  | -                     |                 |              | van The Opposites                       |
| Eeyeeyo                                                       | 2008                  | 12-07-2008            | 29              | 4            | van Darryl, Ali B, Soumia & Rio         |
| Het is je boy                                                 | 2008                  | -                     |                 |              | van Dio & Voicst                        |
| Tijdmachine                                                   | 2008                  | 03-01-2009            | 12              | 12           | van Dio & Sef                           |
| Baby                                                          | 2009                  | -                     |                 |              | van Dio & The Madd                      |
| Darryl Express                                                | 17-02-2009            | 28-03-2009            | tip10           | -            | van Darryl                              |
| Aye                                                           | 2009                  | 18-04-2009            | 26              | 5            | van Dio & Sef                           |
| Broodje Bakpao                                                | 2009                  | 19-12-2009            | 2               | 11           | van Big2, Sef & Gers                    |
| Me boy                                                        | 10-12-2009            | 19-12-2009            | tip11           |              | van Yes-R, Lange Frans & Ali B          |
| Brief aan jou                                                 | 2010                  | 22-05-2010            | 30              | 5*           | met Trijntje Oosterhuis                 |
| Waar wacht je op?!                                            | 2015                  |                       |                 |              | met Sticks                              |

| Single met hitnotering(en) in de Vlaamse Ultratop 50 | Datum van verschijnen | Datum van binnenkomst | Hoogste positie | Aantal weken | Opmerkingen          |
| ---------------------------------------------------- | --------------------- | --------------------- | --------------- | ------------ | -------------------- |
| Broodje Bakpao                                       | 2009                  | 26-12-2009            | 3               | 13           | van Big2, Sef & Gers |